# Carlos Ferris Vila
Carlos Ferrís Vila (Albal, Valencia, 8 de diciembre de 1856 - Gandía, Valencia, 18 de octubre de 1924) fue un jesuita misionero rural español, apóstol social y de los leprosos. Fue cofundador junto con el tormense Joaquín Ballester Lloret (1865 - 1951) de la colonia-sanatorio para leprosos de San Franciso de Borja en Fontilles, Vall de Laguart.

## Biografía
Nació en Albal el 8 de diciembre de 1856. A los trece años de edad ingresó en el Seminario Diocesano de Valencia y allí mismo se doctoró en Teología. Ordenado sacerdote, pidió al arzobispo que le concediera ejercer su ministerio en una parroquia rural, pero el prelado creyó más oportuno confiarle la parroquia de San Esteban de la ciudad de Valencia. Su activo celo apostólico le llevó a establecer en su parroquia diversas fundaciones: dos archicofradías, un Círculo Católico Obrero, un Patronato de Obreros Católicos y las Hermanas Terciarias Franciscanas. La Diputación de Valencia le encomendó la dirección de la Casa de la Misericordia, con más de setencientos asilados, desempeñando el cargo de capellán-rector hasta ingresar en la Compañía de Jesús en Gandía. Fundó un colegio de sordomudos y un pensionado universitario para los estudiantes de los pueblos (1887). Gran misionero popular, arrebataba a la gente con su elocuencia original, enérgica y persuasiva. Su labor pastoral, que no conocía el descanso, junto con una intensa vida espiritual agotó muy pronto su salud hasta el punto de temerse seriamente por su vida. El 5 de diciembre de 1893 entró jesuita en Gandía, destinado en el Colegio del Santo Duque hasta su muerte, aunque continuamente recorría toda la Región Valenciana dando misiones, ejercicios y retiros. Para proteger a los pobres en sus necesidades y a los campesinos de empréstitos abusivos, creó un «Ropero» (1898) y una «Caja de Ahorros» (1900).
Pero la gran obra del padre Ferrís fue la leprosería de Fontilles. Todo nació en una noche de diciembre de 1901. Hospedado en casa de un abogado y figura destacada del catolicismo político y social valenciano, don Joaquín Ballester Lloret, en Tormos (Alicante), al oír los lamentos que en una vivienda próxima, abandonado de todos, profiere un enfermo de lepra, surge el compromiso de recoger y atender a estos enfermos, bastante abundantes entonces en las costas de Valencia y Alicante. Tras varios años de complicadas gestiones, luchas y disgustos, a causa de la hostilidad de ciertos políticos contra tan altruista proyecto, el 17 de enero de 1909, sin ninguna solemnidad inaugural, ingresan los primeros ocho internos en la Colonia Sanatorio de San Francisco de Borja. 
Fontilles llegará a ser el mejor sanatorio del mundo para esta enfermedad. Situado entre los municipios de Orba y Campell, con una extensión superficial cercana a los 800.000 metros cuadrados, Fontilles lo componen pabellones, viviendas, dependencias asistenciales, espacios de recreo, farmacia, iglesia, talleres, almacenes. Todo ello rodeado de frondosa vegetación forestal, de pequeñas parcelas agrícolas, de copiosas fuentes naturales, un verdadero paraíso natural. El propio Carlos Ferrís se puso a plantar árboles, muchos traídos de fuera, hasta de Filipinas. Abierto al mar, Fontilles significa «fuentecillas», lugar de mucha agua. 
El 18 de octubre de 1924 moría Carlos Ferrís en el centro jesuítico de Gandía, situado en el Palacio ducal. En 1921 había recibido el honor de la Gran Cruz de la Orden Civil de la Beneficencia. Los restos mortales del padre Ferrís descansan en Fontilles, al lado de los de los de Joaquín Ballester Lloret y  en medio de sus queridos leprosos, como había deseado. El padre Carlos Ferrís tiene dedicado un busto en una plaza de Albal, así como el nombre de una de les principales calles de Valencia y avenidas del pueblo de Albal y una casa natalicia que aún se conserva en la calle de Santa Anna, además de una plaza y una escultura dedicada en Fontilles.
En 2019 el ayuntamiento de Albal, aprobó por unanimidad, la compra de la casa natalicia del fundador de Hospital de leprosos de Fontilles para su transformación en una casa museo.
En 2024, coincidiendo con el centenario de la su fallecimiento, comenzó el proceso de canonización de Carlos Ferrís.

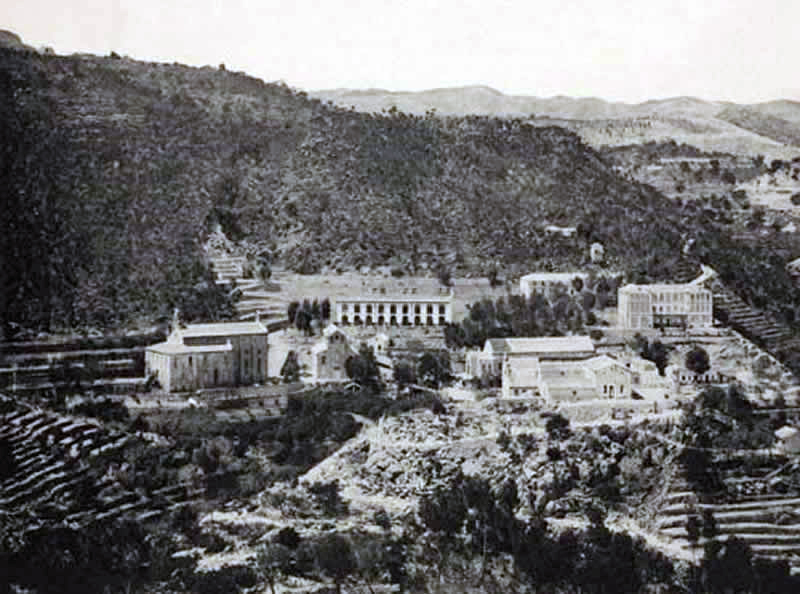
Vista del sanatorio de Fontilles en sus años iniciales

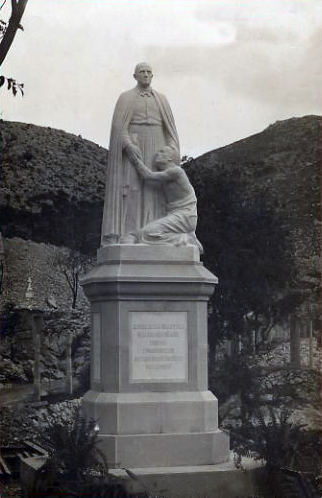
Estatua del padre Carlos Ferrís en Fontilles.